# 1997년 3월
| 1997년: 1월 · 2월 · 3월 · 4월 · 5월 · 6월 · 7월 · 8월 · 9월 · 10월 · 11월 · 12월 |

| <          | 1997년 3월 | 1997년 3월 | 1997년 3월 | 1997년 3월 | 1997년 3월 | >           |
| 일         | 월         | 화         | 수         | 목         | 금         | 토          |
|            |            |            |            |            |            | 1 1.22 임인 |
| 2 23 계묘  | 3 24 갑진  | 4 25 을사  | 5 26 병오  | 6 27 정미  | 7 28 무신  | 8 29 기유   |
| 9 2.1 경술 | 10 2 신해  | 11 3 임자  | 12 4 계축  | 13 5 갑인  | 14 6 을묘  | 15 7 병진   |
| 16 8 정사  | 17 9 무오  | 18 10 기미 | 19 11 경신 | 20 12 신유 | 21 13 임술 | 22 14 계해  |
| 23 15 갑자 | 24 16 을축 | 25 17 병인 | 26 18 정묘 | 27 19 무진 | 28 20 기사 | 29 21 경오  |
| 30 22 신미 | 31 23 임신 |            |            |            |            |             |

| 편집하기 |